# Forum nazionale delle associazioni dei genitori nella scuola
Il Forum nazionale delle associazioni dei genitori nella scuola (in acronimo FoNAGS), istituito con D.P.R. n. 567/1996 e istituito con D.M. n. 14/2002, è un organismo di rappresentanza delle associazioni dei genitori presso il Ministero dell'Istruzione, dell'Università e della Ricerca. Tale organismo ha il fine di consentire, in maniera stabile ed organizzata, la consultazione delle famiglie sulle problematiche scolastiche.
Fanno parte del Forum due rappresentanti per ciascuna delle seguenti associazioni dei genitori:
- A.Ge. - Associazione italiana genitori
- A.Ge.S.C. - Associazione genitori scuole cattoliche
- C.G.D. - Coordinamento genitori democratici
- MOIGE - Movimento italiano genitori

Con D.P.R. 301/2005 sono stati meglio definiti ruolo e funzionamento del  FoNAGS ed è stata  prevista la costituzione dei Forum regionali (FoRAGS), che erano, in parte, già funzionanti.
Il Forum è stato promotore, insieme al Ministero dell'Istruzione, della "Giornata europea dei genitori e della scuola" che si celebra ogni anno, dal 2002, nel mese di ottobre.